# Canton de Modane
Le canton de Modane est une circonscription électorale française située dans le département de la Savoie et la région Auvergne-Rhône-Alpes.

## Géographie
Le canton de Modane se situe dans la vallée de la Maurienne, dans la partie sud du département de la Savoie et proche du Tunnel routier et ferroviaire du Fréjus.

## Histoire
Dans le cadre du redécoupage cantonal de 2014, le canton de Modane s'agrandit en fusionnant avec les cantons voisins de Saint-Michel-de-Maurienne à l’ouest et de Lanslebourg-Mont-Cenis à l’est.
Le nouveau canton remplace définitivement les trois cantons précédents à compter des élections départementales de 2015.

## Représentation

### Conseillers d'arrondissement (1861 à 1940)
| Période                                  | Période      | Identité                                          | Étiquette | Qualité |
| ---------------------------------------- | ------------ | ------------------------------------------------- | --------- | --- |
| 1861                                     | 1864         | Alexandre Jourdain (1812-1870)                    |           | Notaire, propriétaire à Saint-André                                                                         |
|                                          |              |                                                   |           | |
| 1871                                     |              | Hilarion Jourdain (1840-1882, fils du précédent)  |           | Notaire à Modane                                                                                            |
|                                          |              |                                                   |           | |
| av.1885                                  |              | Jean Léopold-Bernard                              |           | Suppléant du juge de paix                                                                                   |
|                                          |              |                                                   |           | |
| 1919                                     | 1931 (décès) | Jean-Baptiste, dit Baptistin Quaglino (1875-1931) | Radical   | Négociant à Modane                                                                                          |
| Février 1932                             | 1934         | Victorin Fressard                                 | URD       | Hôtelier, greffier de la justice de paix à Modane                                                           |
| 1934                                     | 1940         | Élisée Riffard (1879-1958)                        | SFIO      | Liquoriste, adjoint au maire de Modane                                                                      |
| 1940                                     |              |                                                   |           | Les conseils d'arrondissement ont été suspendus par la loi du 12 octobre 1940 et n'ont jamais été réactivés |
| Les données manquantes sont à compléter. |              |                                                   |           | |

### Conseillers généraux (1861 à 2015)
| Période                                  | Période      | Identité                        | Étiquette                | Qualité                                                                                    |
| ---------------------------------------- | ------------ | ------------------------------- | ------------------------ | ------------------------------------------------------------------------------------------ |
| 1861                                     | 1864         | Alexis François Cyrille Falcoz  |                          | Avocat à la Cour Impériale de Chambéry                                                     |
| 1864                                     | 1870 (décès) | Alexandre Jourdain              |                          | Notaire, maire de Saint-André, conseiller d'arrondissement                                 |
| 1871                                     | 1903 (décès) | Émilien Gravier                 | Républicain rallié       | Docteur-médecin Maire de Modane                                                            |
| 1903                                     | 1907         | Gabriel Bergin                  | Républicain ministériel  | Propriétaire - Maire de Fourneaux                                                          |
| 1907                                     | 1925         | Antoine Gravier                 | Conservateur puis URD    | Clerc de notaire Propriétaire à Modane                                                     |
| 1925                                     | 1933 (décès) | Émile Charvoz                   | PRRS puis SFIO           | Négociant Maire de Modane (1923-1933)                                                      |
| 1933                                     | 1940         | Constantin Ros                  | PRRS                     | Médecin à Modane                                                                           |
|                                          |              |                                 |                          |                                                                                            |
| 1942                                     | 1945         | Antonin-Joseph Mistral          |                          | Directeur de la rizerie Maire de Modane (1940-1959) Nommé conseiller départemental en 1942 |
|                                          |              |                                 |                          |                                                                                            |
| 1945                                     | 1958         | Constantin Ros                  | Rad.                     | Médecin à Modane                                                                           |
| 1958                                     | 1987 (décès) | Pierre Buisson (1921-1987)      | MRP puis CD puis UDF-CDS | Maire de Modane                                                                            |
| 1987                                     | 1994         | Jean-Louis Gauthier (1929-1997) | PS                       | Maire de Modane                                                                            |
| 1994                                     | 2001         | Irène Bolatto                   | SE-DVD                   | Aide-artisan Maire de Fourneaux (1989-2001)                                                |
| 2001                                     | 2015         | Xavier Lett                     | PS                       | Professeur d'arts plastiques Conseiller municipal de Modane                                |
| Les données manquantes sont à compléter. |              |                                 |                          |                                                                                            |

### Conseillers départementaux (à partir de 2015)
| Période élective | Période élective | Mandat | Mandat   | Identité          | Nuance | Nuance | Qualité |
| ---------------- | ---------------- | ------ | -------- | ----------------- | ------ | ------ | --- |
| 2015             | 2021             | 2015   | 2021     | Christian Grange  |        | DVD    | Directeur d'école du ski français Ancien maire de Valloire |
| 2015             | 2021             | 2015   | 2021     | Rozenn Hars       |        | LR     | Ancien maire de Termignon 2e Vice-présidente du Conseil départemental Ancienne conseillère générale du canton de Lanslebourg-Mont-Cenis Vice-présidente du Conseil départemental [Autonomie et santé (PA-PH) - Transport scolaire des élèves en situation de handicap] |
| 2021             | 2028             | 2021   | en cours | Nathalie Furbeyre |        | DVD    | Adjointe au maire de Val-Cenis |
| 2021             | 2028             | 2021   | en cours | Christian Grange  |        | DVD    | Conseiller sortant, conseiller municipal de Valloire, 7e vice-président |

### Résultats détaillés

#### Élections de mars 2015
À l'issue du 1er tour des élections départementales de 2015, deux binômes sont en ballottage : Christian Grange et Rozenn Hars (UMP, 51,17 %) et Sylvie Bouillard-Freulard et François Chemin (PS, 48,83 %). Le taux de participation est de 48,96 % (5 624 votants sur 11 487 inscrits) contre 48,82 % au niveau départemental et 50,17 % au niveau national.
Au second tour, Christian Grange et Rozenn Hars (UMP) sont élus avec 53,83 % des suffrages exprimés et un taux de participation de 51,34 % (2 947 voix pour 5 898 votants et 11 487 inscrits).

#### Élections de juin 2021
Le premier tour des élections départementales de 2021 est marqué par un très faible taux de participation (33,26 % au niveau national). Dans le canton de Modane, ce taux de participation est de 37,84 % (4 223 votants sur 11 159 inscrits) contre 33,57 % au niveau départemental. À l'issue de ce premier tour, deux binômes sont en ballottage : Nathalie Furbeyre et Christian Grange (DVD, 60,12 %) et Jézabel Berdoulat et Stéphane Boyer (Divers, 26,23 %).
Le second tour des élections est marqué une nouvelle fois par une abstention massive équivalente au premier tour. Les taux de participation sont de 34,36 % au niveau national, 33 % dans le département et 37,33 % dans le canton de Modane. Nathalie Furbeyre et Christian Grange (DVD) sont élus avec 69,84 % des suffrages exprimés (2 695 voix pour 4 166 votants et 11 159 inscrits),,.

## Composition

### Composition avant 2015

Le canton de Modane avant 2015, dans l'arrondissement de Saint-Jean-de-Maurienne.

Le canton de Modane regroupait sept communes.
| Nom                | Code Insee | Codepostal | Superficie (km2) | Population (dernière pop. légale) | Densité (hab./km2) |
| ------------------ | ---------- | ---------- | ---------------- | --------------------------------- | ------------------ |
| Modane (chef-lieu) | 73157      | 73500      | 71,04            | 3 345 (2012)                      | 47                 |
| Aussois            | 73023      | 73500      | 41,94            | 646 (2012)                        | 15                 |
| Avrieux            | 73026      | 73500      | 37,85            | 417 (2012)                        | 11                 |
| Fourneaux          | 73117      | 73500      | 5,04             | 679 (2012)                        | 135                |
| Freney             | 73119      | 73500      | 11,13            | 110 (2012)                        | 9,9                |
| Saint-André        | 73223      | 73500      | 30,84            | 483 (2012)                        | 16                 |
| Villarodin-Bourget | 73322      | 73500      | 33,08            | 505 (2012)                        | 15                 |

### Composition depuis 2015
Le canton de Modane comprend désormais seize communes entières.
| Nom                            | Code Insee | Intercommunalité           | Superficie (km2) | Population (dernière pop. légale) | Densité (hab./km2) | Modifier                                    |
| ------------------------------ | ---------- | -------------------------- | ---------------- | --------------------------------- | ------------------ | ------------------------------------------- |
| Modane (bureau centralisateur) | 73157      | CC Haute Maurienne Vanoise | 71,04            | 2 879 (2022)                      | 41                 | modifier les données · modifier les données |
| Aussois                        | 73023      | CC Haute Maurienne Vanoise | 41,94            | 682 (2022)                        | 16                 | modifier les données · modifier les données |
| Avrieux                        | 73026      | CC Haute Maurienne Vanoise | 37,85            | 394 (2022)                        | 10                 | modifier les données · modifier les données |
| Bessans                        | 73040      | CC Haute Maurienne Vanoise | 128,08           | 352 (2022)                        | 2,7                | modifier les données · modifier les données |
| Bonneval-sur-Arc               | 73047      | CC Haute Maurienne Vanoise | 82,72            | 270 (2022)                        | 3,3                | modifier les données · modifier les données |
| Fourneaux                      | 73117      | CC Haute Maurienne Vanoise | 5,04             | 701 (2022)                        | 139                | modifier les données · modifier les données |
| Freney                         | 73119      | CC Haute Maurienne Vanoise | 11,13            | 107 (2022)                        | 9,6                | modifier les données · modifier les données |
| Orelle                         | 73194      | CC Maurienne-Galibier      | 69,25            | 321 (2022)                        | 4,6                | modifier les données · modifier les données |
| Saint-André                    | 73223      | CC Haute Maurienne Vanoise | 30,84            | 447 (2022)                        | 14                 | modifier les données · modifier les données |
| Saint-Martin-d'Arc             | 73256      | CC Maurienne-Galibier      | 4,93             | 302 (2022)                        | 61                 | modifier les données · modifier les données |
| Saint-Martin-de-la-Porte       | 73258      | CC Maurienne-Galibier      | 19,25            | 692 (2022)                        | 36                 | modifier les données · modifier les données |
| Saint-Michel-de-Maurienne      | 73261      | CC Maurienne-Galibier      | 36,31            | 2 432 (2022)                      | 67                 | modifier les données · modifier les données |
| Val-Cenis                      | 73290      | CC Haute Maurienne Vanoise | 408,05           | 2 092 (2022)                      | 5,1                | modifier les données · modifier les données |
| Valloire                       | 73306      | CC Maurienne-Galibier      | 137,48           | 1 074 (2022)                      | 7,8                | modifier les données · modifier les données |
| Valmeinier                     | 73307      | CC Maurienne-Galibier      | 54,26            | 578 (2022)                        | 11                 | modifier les données · modifier les données |
| Villarodin-Bourget             | 73322      | CC Haute Maurienne Vanoise | 33,08            | 511 (2022)                        | 15                 | modifier les données · modifier les données |
| Canton de Modane               | 7310       |                            | 1 171,25         | 13 834 (2022)                     | 12                 | modifier les données                        |

## Démographie

### Démographie avant 2015
| 1962  | 1968  | 1975  | 1982  | 1990  | 1999  | 2006  | 2011  | 2012  |
| ----- | ----- | ----- | ----- | ----- | ----- | ----- | ----- | ----- |
| 8 757 | 9 946 | 8 229 | 7 983 | 7 255 | 6 547 | 6 628 | 6 244 | 6 185 |

### Démographie depuis 2015
En 2022, le canton comptait 13 834 habitants, en évolution de −2,07 % par rapport à 2016 (Savoie : +3,63 %, France hors Mayotte : +2,11 %).
| 2013   | 2018   | 2022   |
| ------ | ------ | ------ |
| 14 325 | 14 027 | 13 834 |